# شویا ناکاجیما
شویا ناکاجیما (ژاپنی: 中島 翔哉؛ زادهٔ ۲۳ اوت ۱۹۹۴) بازیکن فوتبال اهل ژاپن است که در پست وینگر برای باشگاه فوتبال اوراوا رد دیاموندز بازی می‌کند.
از باشگاه‌هایی که در آن بازی کرده‌است می‌توان به توکیو وردی، توکیو، پورتیموننزه و الدحیل اشاره کرد.
وی به همراه تیم ملی زیر ۲۳ سال ژاپن در مسابقات فوتبال زیر ۲۳ سال آسیا ۲۰۱۶ حضور داشت.